# Knoppvitmossa
Knoppvitmossa (Sphagnum teres) är en bladmossart som beskrevs av Ångström in C. J. Hartman 1861. Enligt Catalogue of Life ingår Knoppvitmossa i släktet vitmossor och familjen Sphagnaceae, men enligt Dyntaxa är tillhörigheten istället släktet vitmossor och familjen Sphagnaceae. Arten är reproducerande i Sverige. Inga underarter finns listade i Catalogue of Life.